# Wohltätigkeitsverein muslimischer Frauen aus Baku

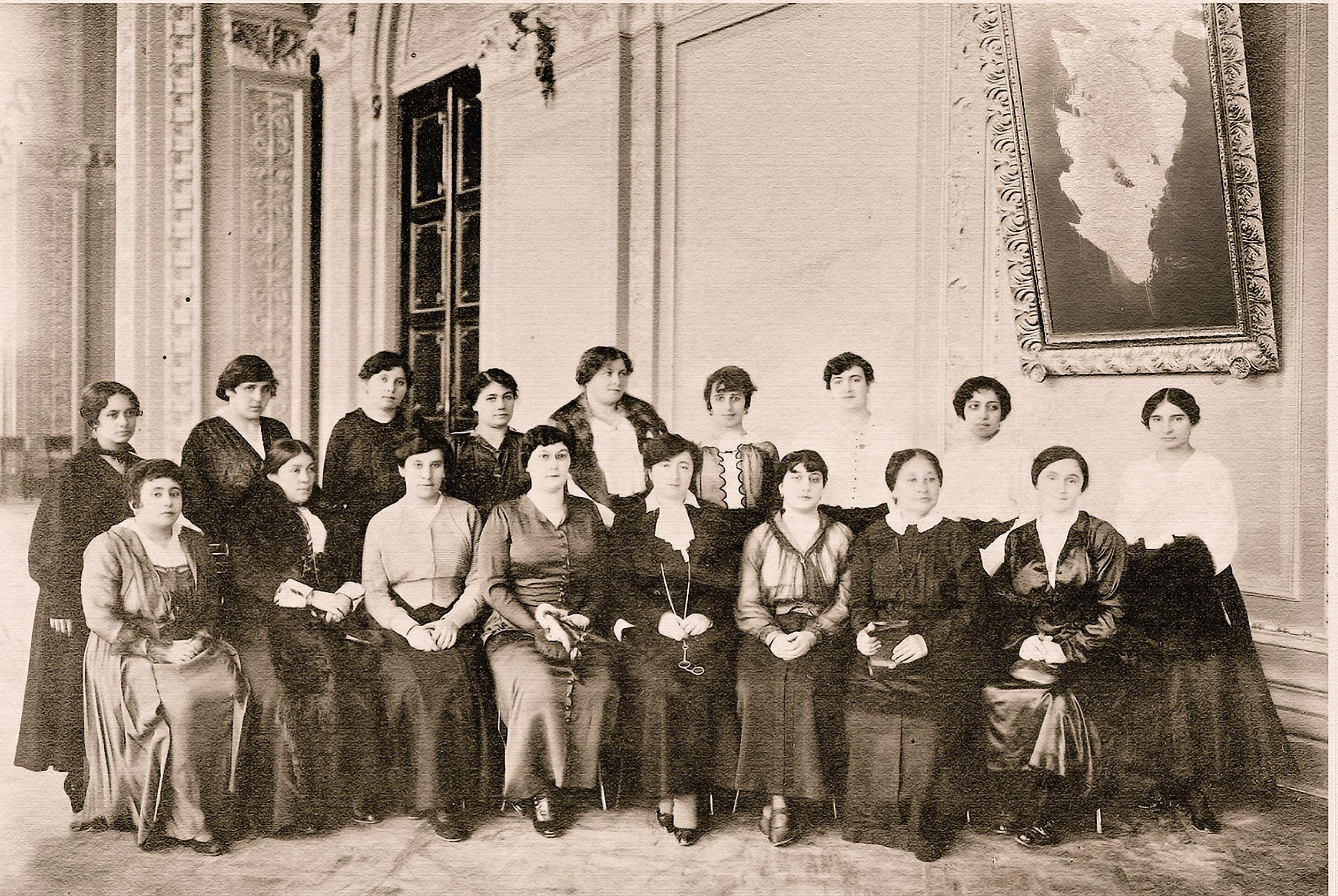
Mitglieder des Wohltätigkeitsvereins muslimischer Frauen aus Baku

Die Wohltätigkeitsverein muslimischer Frauen aus Baku (aserbaidschanisch Bakı Müsəlman Qadın Xeyriyyə Cəmiyyəti) war eine gemeinnützige Nichtregierungsorganisation, die zur Unterstützung von Waisenkindern, armen Familien und Flüchtlingen gegründet wurde.

## Geschichte
Die Baku Muslim Frauen Wohltätigkeitsgesellschaft wurde am 21. November 1914 durch Rəhilə Hacıbababəyova gegründet.

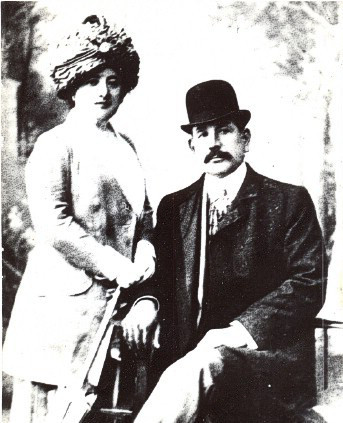
Murtuza Muxtarov mit seiner Frau Liza Muxtarova

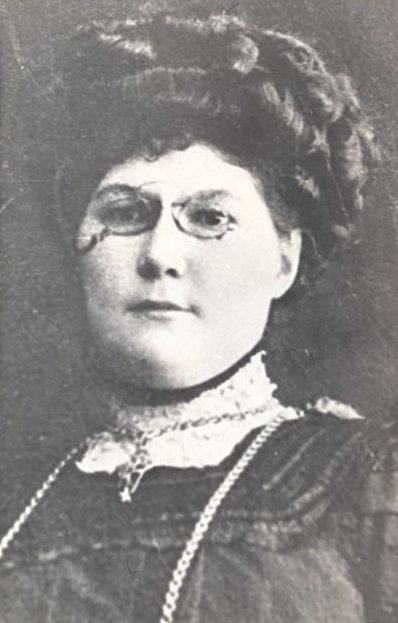
Rəhilə Hacıbababəyova

## Struktur und Organisation
Zur Vorsitzenden des Vorstands wurde Sona Tağıyeva, zur stellvertretenden Vorsitzenden Rəhilə Hacıbababəyova, zur Sekretärin Əminə Ağayeva und zur Schatzmeisterin Pəri Topçubaşova gewählt. Die aserbaidschanischen Intellektuellen wie Minə Aslanova, Nigar Vəlibəyova, Gövhər Vəlibəyova, Gövhər Qazıyeva und andere waren aktive Mitglieder der Gesellschaft. Der Verein half kranken und verwundeten Soldaten, Waisenkindern und armen Kindern und organisierte oft verschiedene Veranstaltungen. Die Baku Muslim Frauen Wohltätigkeitsgesellschaft leistete auch Hilfe für verwundete türkische Soldaten, die während des Ersten Weltkriegs in Russland gefangen genommen wurden. Der Verein veranstaltete regelmäßig kulturelle Veranstaltungen und organisierte Aufführungen in der Mädchenschule.
Die Ehrenvorsitzende der Gesellschaft war Liza Muxtarova, die Frau des Ölmagnaten und Millionärs Murtuza Muxtarov. In ihrem Haus wurden alle Vereinsangelegenheiten und die zu erledigenden Arbeiten besprochen. Im Oktober 1917 eröffnete die Baku Muslim Frauen Wohltätigkeitsgesellschaft eine Berufsschule für arme Schülerinnen unter der Leitung Liza Muxtarova. Die Schule verfügte über vier Allgemeinbildungsklassen und sechs Berufsschulklassen. Es wurden Türkisch, Mathematik, Stickereien und Nähen unterrichtet. Während der März-Ereignisse 1918 in Aserbaidschan wurde der Schulbetrieb eingestellt. Zu Beginn des Jahres 1919 nahm der Verein den Schulbetrieb wieder auf. Die Regierung der Demokratischen Republik Aserbaidschan stellte dem Verein 30.000 Manat für den erfolgreichen Betrieb der Schule zur Verfügung. Die Schule spielte eine wichtige Rolle bei der Erziehung aserbaidschanischer Mädchen, indem sie ihnen nationale und ethische Werte sowie ihre Rechte in der Familie und in der Gesellschaft vermittelte. Nach dem Einmarsch der Roten Armee in Aserbaidschan im April 1920 wurde der Verein aufgelöst.